# Jillian Janson
Jillian Janson (Minneapolis, Minnesota; 23 de mayo de 1995) es una actriz pornográfica estadounidense.

## Biografía
Janson nació y creció en el estado de Minnesota y vivió en distintas poblaciones cercanas a la ciudad de Minneapolis. Tiene ascendencia irlandesa, escocesa, noruega, sueca y galesa.
Cuando tenía 14 años comenzó a trabajar en un restaurante de la cadena McDonalds para ayudar a su madre, quien se encontraba desempleada en ese momento.
Debutó en la industria pornográfica en 2013, a los 18 años de edad. Desde su entrada, ha trabajado para productoras del sector como Evil Angel, New Sensations, Tushy, Digital Sin, Deeper, Jules Jordan Video, Elegant Angel o Girlfriends Films.
Grabó su primera escena de sexo anal en 2014 para la película Super Cute. Al año siguiente, en Just Jillian, protagonizaría su primera escena de doble penetración.
En 2016 se alzó en los Premios AVN con el galardón a la Mejor escena POV de sexo por la película Eye Contact, junto a Aidra Fox y Jules Jordan.
Hasta la actualidad, ha grabado más de 760 películas como actriz.

## Premios y nominaciones
| Año  | Ceremonia    | Resultado | Categoría | Trabajo                             |
| ---- | ------------ | --------- | --- | ----------------------------------- |
| 2014 | NightMoves   | Nominada  | Best New Starlet | —                                   |
| 2015 | Premios AVN  | Nominada  | Mejor escena de sexo en grupo (compartido con Carter Cruise, Dani Daniels, Candice Dare, Aidra Fox y Manuel Ferrara) | Manuel Ferrara's Reverse Gangbang 2 |
| 2015 | Premios AVN  | Nominada  | Mejor actriz revelación                                                                                              | —                                   |
| 2015 | Premios AVN  | Nominada  | Premio fan: Actriz debutante más rompedora                                                                           | —                                   |
| 2015 | NightMoves   | Ganadora  | Best Female Performer                                                                                                | —                                   |
| 2015 | Premios XBIZ | Nominada  | Mejor actriz revelación                                                                                              | —                                   |
| 2015 | Premios XRCO | Nominada  | New Starlet | —                                   |
| 2016 | Premios AVN  | Nominada  | Mejor escena de sexo anal (compartido con Mick Blue)                                                                 | Just Jillian                        |
| 2016 | Premios AVN  | Nominada  | Mejor escena de doble penetración (compartido con Erik Everhard y James Deen)                                        | Just Jillian                        |
| 2016 | Premios AVN  | Nominada  | Mejor escena de sexo oral                                                                                            | Just Jillian                        |
| 2016 | Premios AVN  | Nominada  | Mejor escena de trío M-H-M (compartido con Ariana Marie y Erik Everhard)                                             | Just Jillian                        |
| 2016 | Premios AVN  | Nominada  | Mejor escena de sexo lésbico (compartido con Prinzzess)                                                              | Women Seeking Women 110             |
| 2016 | Premios AVN  | Ganadora  | Mejor escena POV de sexo (compartido con Aidra Fox y Jules Jordan)                                                   | Eye Contact                         |
| 2016 | Premios AVN  | Nominada  | Artista femenina del año                                                                                             | —                                   |
| 2016 | Premios XBIZ | Nominada  | Mejor escena de sexo en película de todo sexo (compartido con Ariana Marie y Erik Everhard)                          | Just Jillian                        |
| 2017 | Premios AVN  | Nominada  | Artista femenina del año                                                                                             | —                                   |
| 2017 | Premios AVN  | Nominada  | Mejor escena de sexo anal                                                                                            | Top Models                          |
| 2017 | Premios AVN  | Nominada  | Mejor escena de sexo oral                                                                                            | Throat Training 2                   |
| 2017 | Premios XBIZ | Nominada  | Mejor escena de sexo en película de todo sexo                                                                        | Black & White Vol. 2                |
| 2018 | Premios XBIZ | Nominada  | Mejor escena de sexo en película de todo sexo                                                                        | Her Sexual Fantasy                  |
| 2019 | Premios AVN  | Nominada  | Aparición mainstream del año                                                                                         | —                                   |
| 2019 | Premios AVN  | Nominada  | Mejor escena de sexo oral                                                                                            | Swallowed 11                        |
| 2019 | Premios AVN  | Nominada  | Mejor escena de trío H-M-H                                                                                           | Starfucked                          |
| 2020 | Premios AVN  | Ganadora  | Mejor escena de sexo en realidad virtual                                                                             | The Wanking Dead: Doctor’s Orders   |
| 2020 | Premios XBIZ | Nominada  | Mejor actriz en película de temática erótica                                                                         | The Silent Caller                   |
| 2021 | Premios AVN  | Nominada  | Mejor escena de blowbang                                                                                             | First Feedings 2                    |
| 2021 | Premios AVN  | Nominada  | Mejor escena de sexo en cuarentena                                                                                   | Quarantined With Daddy              |
| 2021 | Premios AVN  | Nominada  | Mejor escena de sexo en grupo                                                                                        | Fuck Club 3                         |
| 2021 | Premios AVN  | Nominada  | Mejor escena de sexo lésbico en grupo                                                                                | Popular                             |
| 2022 | Premios AVN  | Nominada  | Mejor escena de sexo en grupo                                                                                        | Butt Plug Induced Swap              |
| 2022 | Premios XBIZ | Nominada  | Mejor escena de sexo en realidad virtual                                                                             | Big Dong! The Witch Is Fed          |